# Iglesia de Santa María (Eroles)

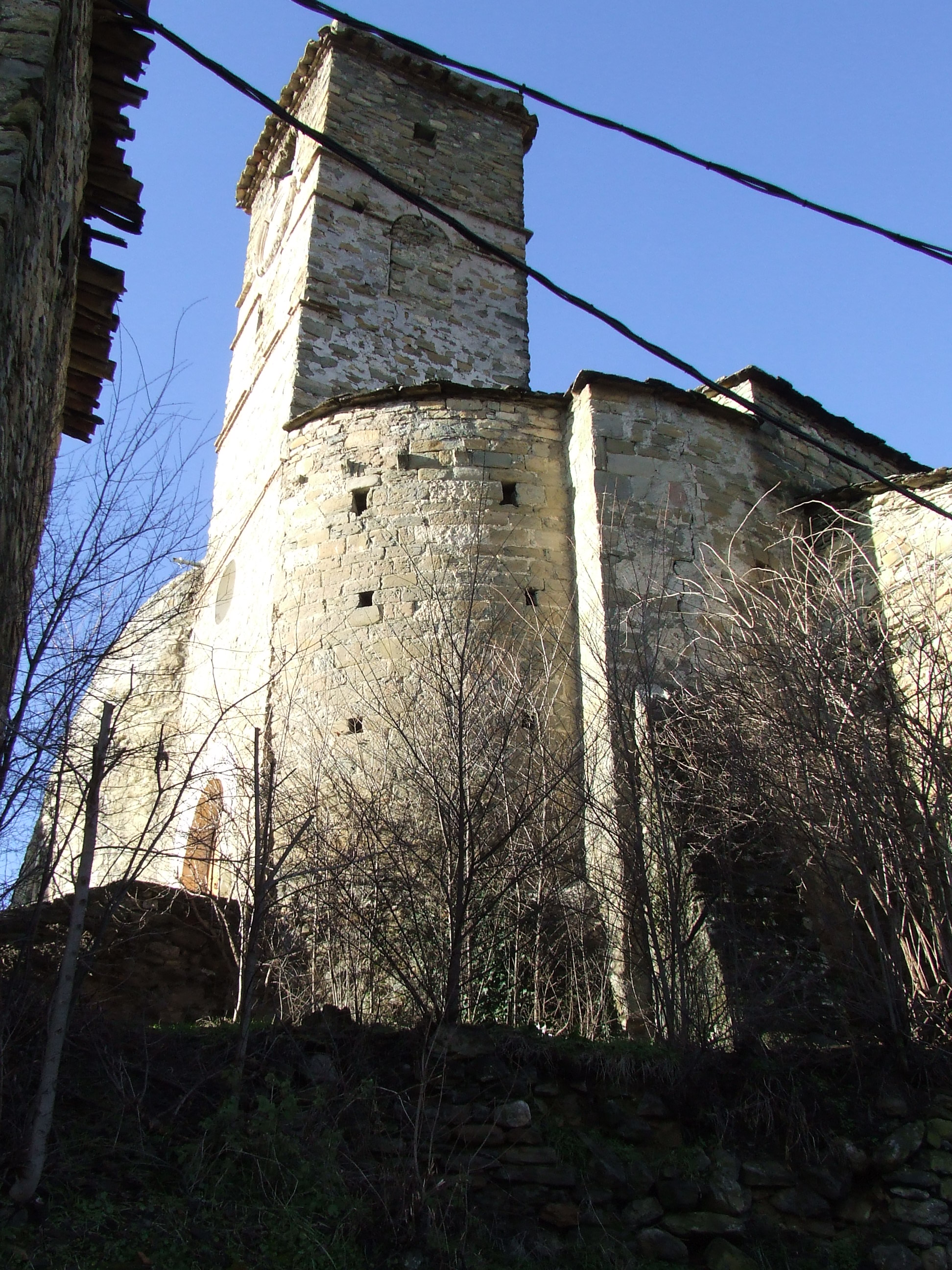
Äbside la iglesia de Santa María.

La iglesia Santa María de Eroles es un edificio románico y la parroquia de la población de Eroles, del antiguo término municipal Fígols de Tremp, integrado actualmente en el de Tremp, de la comarca del Pallars Jussá en la provincia de Lérida.
Se trata de una iglesia del siglo XI de una sola nave, cubierta con bóveda de cañón, con la cabecera 
orientada a levante por un ábside semicircular. Modernamente, se trastoca el sentido de la nave y el ábside, que originalmente 
contenía el presbiterio, como era habitual en la época románica, se convirtió en la entrada al templo, 
abriéndose la puerta en medio del ábside.